# فرودگاه تیوات
فرودگاه تیوات  (به انگلیسی: Tivat Airport) (به زبان بومی: Аеродром Тиват) یک فرودگاه همگانی ۴۵۳۱ با کد یاتا TIV است . این فرودگاه در شهر تیوات کشور مونته‌نگرو قرار دارد و در ارتفاع ۶ متری از سطح دریا واقع شده است.

## نگارخانه

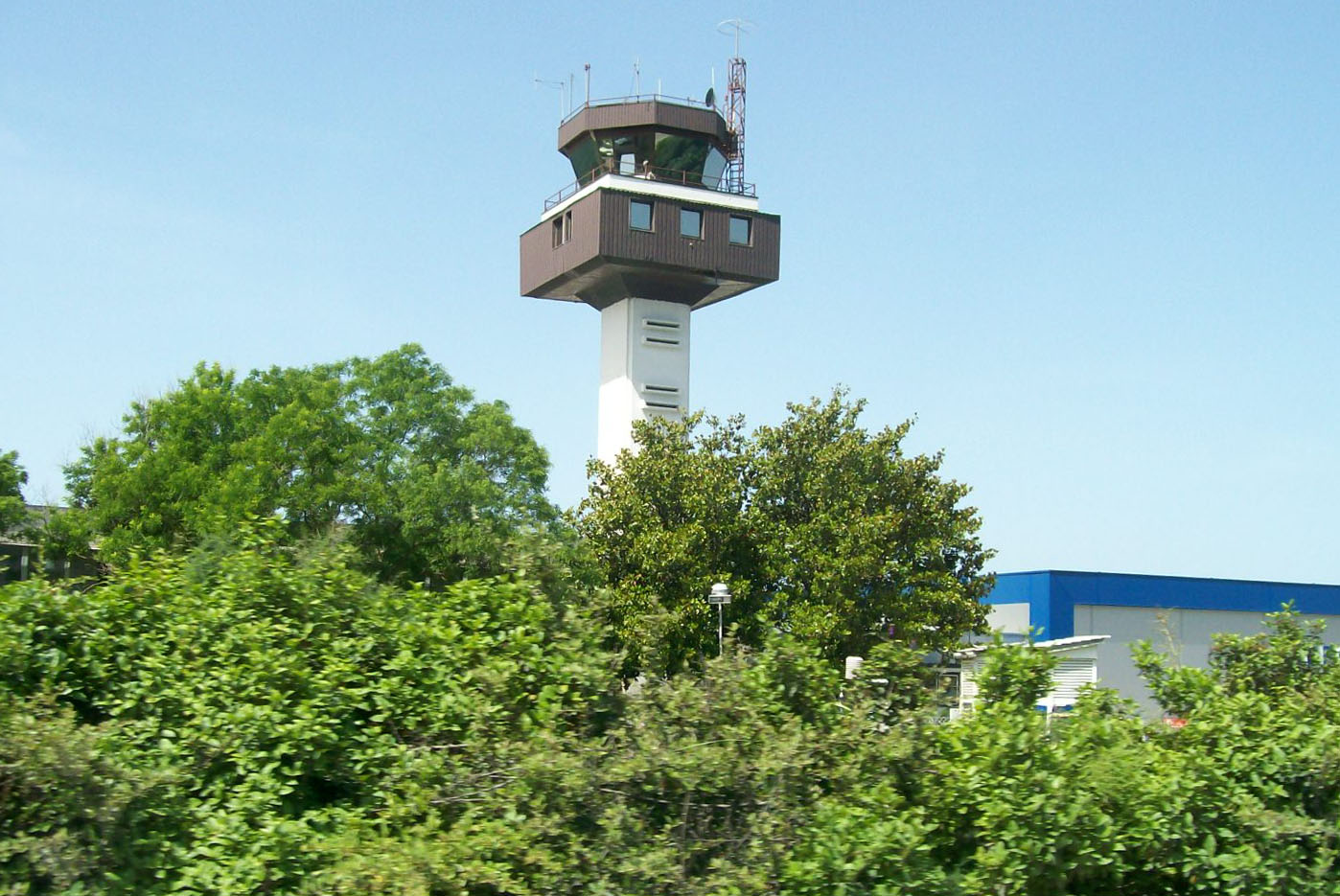
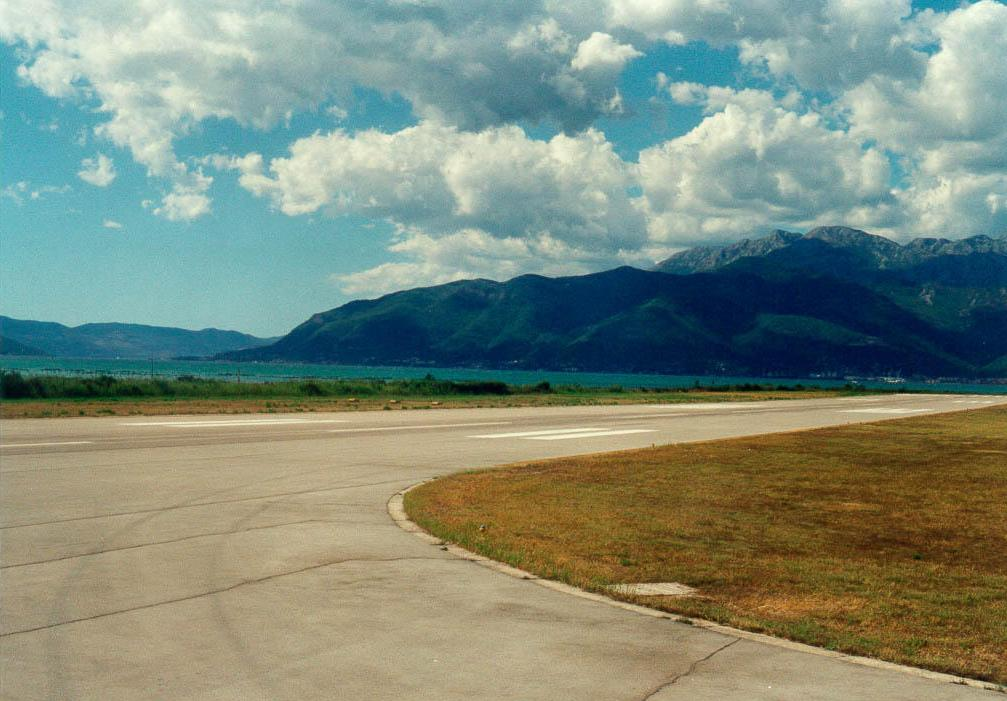
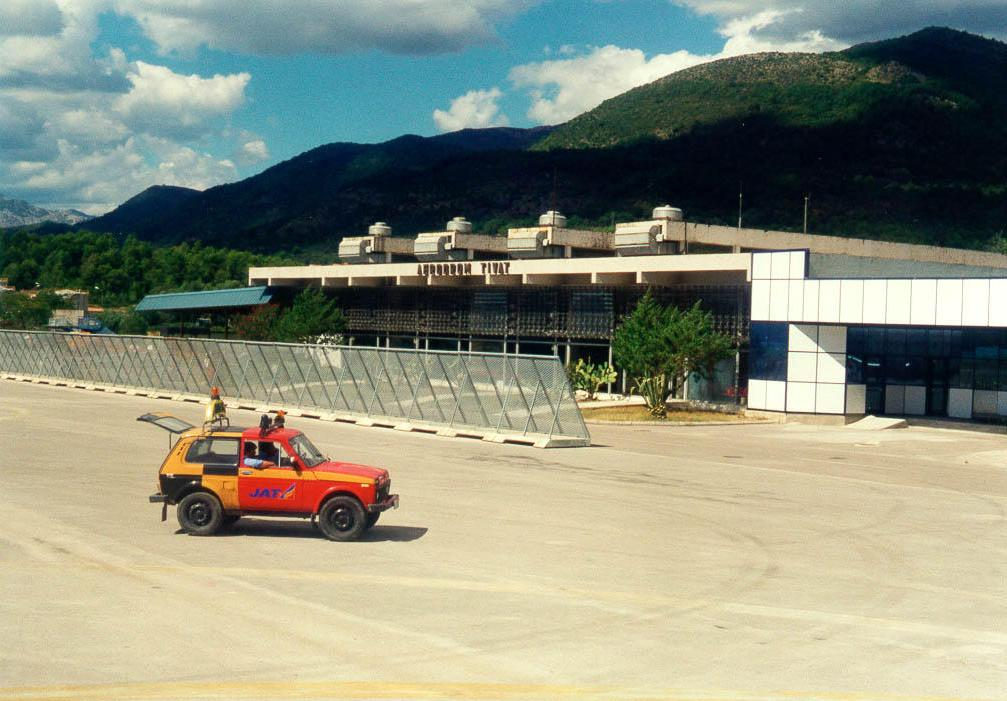
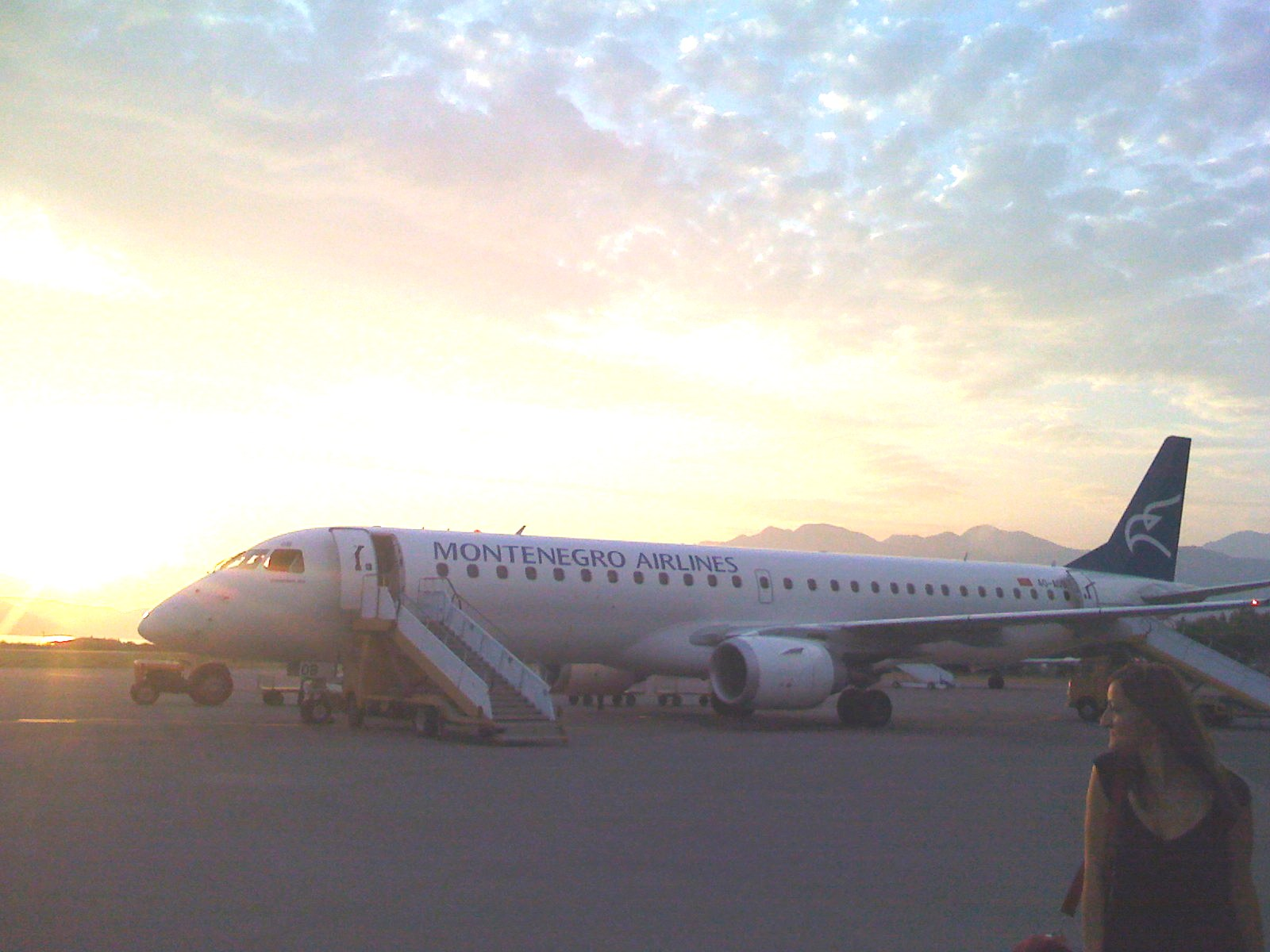
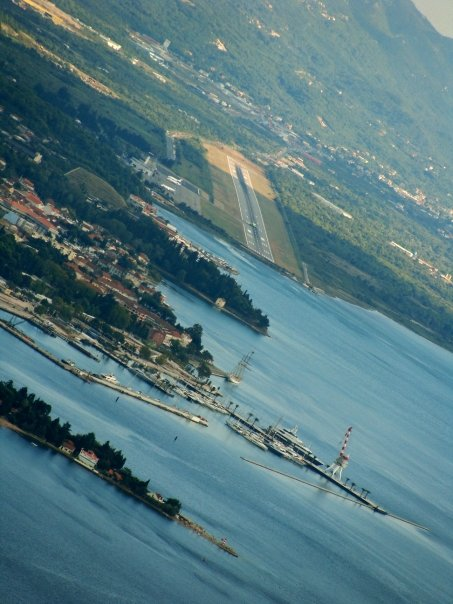